# Quế Minh
Quế Minh là một xã thuộc huyện Quế Sơn, tỉnh Quảng Nam, Việt Nam.
Xã Quế Minh có diện tích 11,14 km², dân số năm 2019 là 4.072 người, mật độ dân số đạt 366 người/km².

## Hành chính
Hiện nay, xã Quế Minh có 04 thôn: Sơn Lộc, Đại Lộc, An Lộc, Diên Lộc.